# Martinez (Kalifornia)
Martinez település az Amerikai Egyesült Államok Kalifornia államában, Contra Costa megyében, melynek megyeszékhelye is. Lakosainak száma 37 287 fő (2020. április 1.).

## Közlekedés

### Vasút
A települést napi egy pár California Zephyr és napi egy pár Coast Starlight nevű Amtrak távolsági vonatjárat érinti.

## Népesség
A település népességének változása:

| 2010 | 35 824 |
| 2020 | 37 287 |